# Юнас Геед
Юнас Геед (швед. Jonas Heed, нар. 3 січня 1967, Вестерос) — колишній шведський хокеїст, що грав на позиції захисника.

## Ігрова кар'єра
Професійну хокейну кар'єру розпочав 1984 року.
1985 року був обраний на драфті НХЛ під 116-м загальним номером командою «Чикаго Блекгокс». 
Протягом професійної клубної ігрової кар'єри, що тривала 26 років (фактично завершив кар'єру в 1998, ще провів по одному матчу в третьому дивізіоні чемпіонату Швеції в сезонах 2006/07 та 2008/09), захищав кольори команд «Седертельє» та «Вестра Фрелунда».
У чемпіонатах Швеції провів 316 матчів (31+32), у плей-оф — 31 матч (0+0).